# Cañón de 8 libras
El cañón de 8 libras era una pieza de artillería que disparaba bolas de hierro fundido de 8 libras (3,91 kg) de peso. Se trataba de artillería ligera y fue usado por las armadas de Francia y España durante la época conocida como la era de la navegación a vela. Se utilizaron principalmente en barcos ligeros de principios del siglo XIX y en los grandes navíos de línea instalados en el alcázar o en el castillo de proa.

## Usos
El de 8 libras era el cañón más pesado de la artillería ligera y su poco peso permitía montarlo en las zonas superiores de los navíos de línea cuyas cubiertas de madera eran demasiado finas para aguantar piezas superiores. Además, podía ser instalado en posiciones relativamente elevadas y ser movido con cierta facilidad sin que su peso afectara a la estabilidad del barco.
Esto, junto a su alcance (~3000 m), hacía que los cañones de 8 libras fueran perfectos para su uso como cañones de mira o de caza, que se instalaban en las proas y eran usados en las persecuciones a otros barcos para disparar a la arboladura y tratar de aminorar su marcha. O también como cañones guardatimones, estos situados en la popa y usados para el caso contrario, cuando el buque es el perseguido y así poder disparar en la huida a su perseguidor. Normalmente, estos cañones guardatimones, eran en realidad los últimos cañones de las bandas de estribor y babor que se desplazaban rápidamente en una maniobra ensayada a  posiciones de popa para hacer la función de cañón guardatimón.